# Pierce (Idaho)
Pour les articles homonymes, voir Pierce.
Pierce est une ville américaine située dans le comté de Clearwater en Idaho.
Selon le recensement de 2010, Pierce compte 508 habitants. La municipalité s'étend sur 0,82 mille carré (2,12 km2).